# Presqu'île d'Arvert
La presqu'île d'Arvert est une région naturelle située en Charente-Maritime, dans le sud-ouest de la France. Elle correspond à la partie nord-ouest du Royannais.
Bordée par l'océan Atlantique et le pertuis de Maumusson à l'ouest et au nord-ouest — où elle fait face à l'île d'Oléron — par l'estuaire de la Seudre dans sa partie septentrionale et par l'estuaire de la Gironde dans sa partie méridionale, sa capitale historique est Arvert. Sa plus grande ville et capitale économique est cependant Royan, importante station balnéaire, port de mer, ville de commerces et de services qui rayonne sur une partie du département.
Sa côte ouest, dite côte sauvage, entre La Coubre et Ronce-les-Bains, accueille plusieurs spots de surf prisés. Sa côte sud, dite côte de Beauté, entre La Palmyre et Meschers-sur-Gironde, est constellée d'une série de petites villes résidentielles, stations balnéaires et/ou climatiques (Saint-Georges-de-Didonne, Vaux-sur-Mer, Saint-Palais-sur-Mer, La Palmyre) formant autant de satellites de Royan.
La presqu'île correspond à la partie nord-ouest du Pays Royannais. Elle comprend une quinzaine de communes, toutes relevant de la « grande banlieue » royannaise. Très boisée, surtout dans sa partie littorale, elle abrite la forêt domaniale de la Coubre, deuxième plus grand massif de Charente-Maritime, la forêt des Combots d'Ansoine et la forêt de Suzac, ces deux dernières, classées réserves naturelles, étant propriété du Conservatoire du littoral.
L'arrière-pays est scandé de champagnes céréalières (Saint-Sulpice-de-Royan, Médis, Saujon), de grands espaces palustres (Les Mathes, Saint-Augustin) et, en bordure de la Seudre, d'une série de petites cités ostréicoles formant la partie méridionale du bassin de Marennes-Oléron (La Tremblade, Arvert, Étaules, Chaillevette, Mornac-sur-Seudre, L'Éguille).

## Géographie

### Cadre
Localisée dans la partie sud-ouest du département de la Charente-Maritime, la presqu'île d'Arvert est une avancée de terre entre deux estuaires, celui de la Seudre au nord et celui de la Gironde au sud. Au sud-ouest, elle regarde vers l'océan Atlantique tandis qu'au nord-ouest, le pertuis de Maumusson, petit bras de mer réputé pour ses violents courants, la sépare de la pointe de Gatseau, sur l'île d'Oléron.

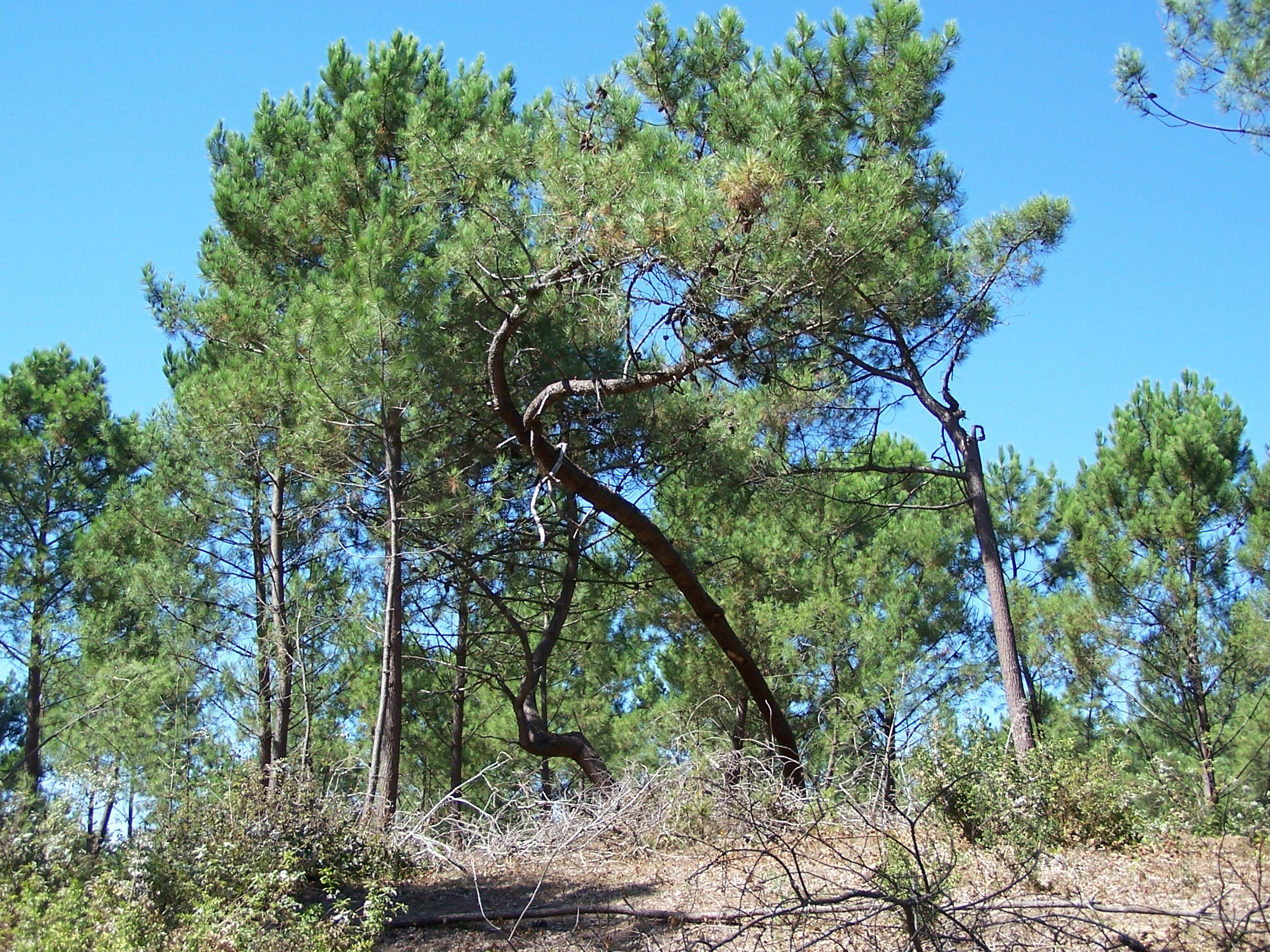
La forêt de la Coubre, vaste pinède de presque 8000 hectares, couvre une grande partie de la presqu'île.

Formant une sorte de grand rectangle, elle est limitée au nord-ouest par les pointes de Mus-de-Loup et Espagnole, qui se prolongent vers le sud par une grande plage presque rectiligne de près de vingt kilomètres, battue par les flots impétueux de l'océan et bordée par un puissant cordon dunaire, la côte sauvage. Au sud-ouest, la pointe de la Coubre, considérablement rabotée par les courants, porte le phare de la Coubre, haut de 64 mètres. Ce monument emblématique de la région, un des phares les plus puissants de la côte atlantique française, témoigne à lui seul du recul de la côte : bâti à plus de 1200 mètres du rivage en 1904, il n'en est plus distant que de 200 mètres à marée haute.
La pointe de la Coubre se prolonge vers le sud par une langue de sable qui, modelée par le jeu des courants à l'entrée de la Gironde, forme désormais un petit « lagon » : la baie de Bonne Anse, important sanctuaire ornithologique. La côte sud de la presqu'île, baptisée côte de Beauté, accueille plusieurs stations balnéaires qui sont autant de satellites de Royan, principale ville et véritable capitale économique de cette partie du département. La limite orientale de la presqu'île est moins facile à établir, s'arrêtant approximativement vers Royan ou Saint-Georges-de-Didonne au sud et vers Saujon (rive gauche) au nord.
Administrativement parlant, la presqu'île d'Arvert s'étend sur deux arrondissements (Rochefort et Saintes) et sur quatre cantons (La Tremblade, Royan-Est, Royan-Ouest et Saujon). Elle se compose d'un maillage irrégulier d'une quinzaine de communes autour d'une ville-centre (Royan), de sa proche banlieue (Vaux-sur-Mer, Saint-Palais-sur-Mer, Saint-Georges-de-Didonne, Médis, Saint-Sulpice-de-Royan, Saint-Augustin, Breuillet, Les Mathes) et de deux pôles d'équilibres, La Tremblade et sa couronne périurbaine (Arvert, Étaules, Chaillevette) et Saujon (rive gauche) et une partie de sa périphérie (Mornac-sur-Seudre, L'Éguille).

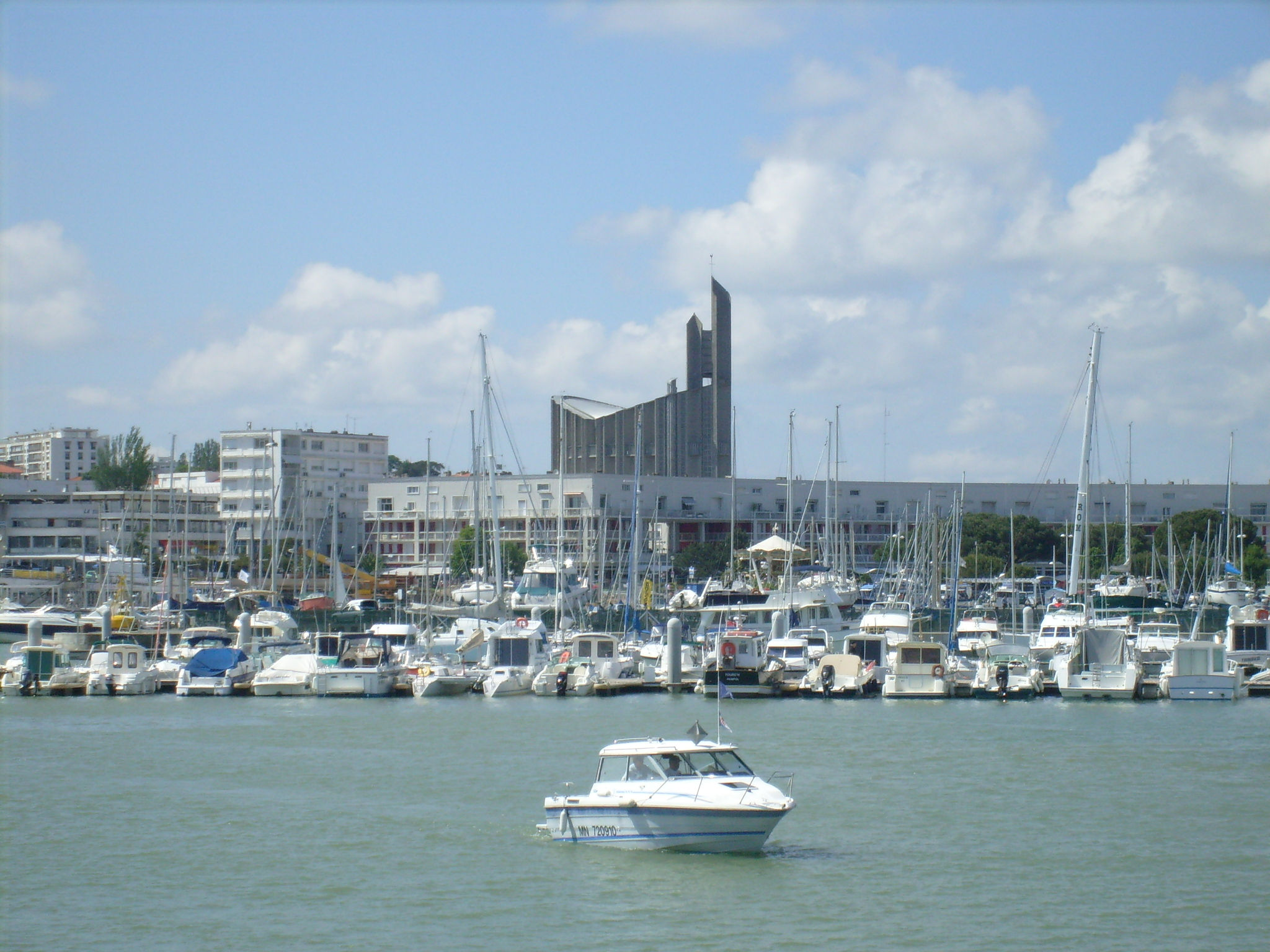
Royan est la principale ville et la capitale économique de la presqu'île.

La presqu'île d'Arvert se distingue par la grande variété de ses paysages : au nord-est, les marais de la Seudre constituent un ensemble quadrillé, surtout près de son embouchure, d'immenses étendues de parcs à huîtres. De nombreux bassins d'affinage, baptisés « claires », constituent autant de casiers d'eau miroitante qui sont une des caractéristiques de cette partie de la presqu'île, partie du bassin de Marennes-Oléron, où terre et mer viennent s'imbriquer en un ensemble fait de lignes douces et horizontales. Des sentiers sinueux permettent de rejoindre une série de ports ostréicoles : La Grève, Coux, Orivol, Les Grandes Roches, qui étalent leurs cabanes de bois le long de chenaux tributaires du fleuve. La Seudre, modeste ruisseau à sa source, est ici une grande artère navigable, que sillonnent plates, chalands et batâs. En s'éloignant vers l'est, L'Éguille, au confluent de la Seudre et du Liman, est à la fois un centre ostréicole et mytilicole; quant à Saujon, longtemps port de première importance avec le site de Ribérou, c'est aujourd'hui un centre tertiaire en plein développement.
Plus au sud, les marais de la Seudre viennent butter contre une mince arête calcaire, petit plateau au relief peu accentué formant une ligne de crête entre Châtelard (commune de Vaux-sur-Mer) et se poursuit jusqu'aux Mathes, en passant par Champagnoles (commune de Saint-Sulpice-de-Royan), Breuillet, Étaules et Arvert. Partiellement recouvert de limons et d'argile, il porte de nombreux bois, soit de feuillus (bois de La Roche à Vaux-sur-Mer, de Maine-Auger et de La Lande à Saint-Sulpice-de-Royan, du Breuil ou de La Louée à Breuillet), soit en mélange avec des résineux (bois des Clônes à Chaillevette, bois de Chassagne à Étaules). Fortement urbanisé à partir de Chaillevette, il porte les villes d'Étaules, d'Arvert et de La Tremblade (avec sa station balnéaire de Ronce-les-Bains), qui forment une agglomération de plus de 11 000 habitants, au bâti continu sur près de sept kilomètres.

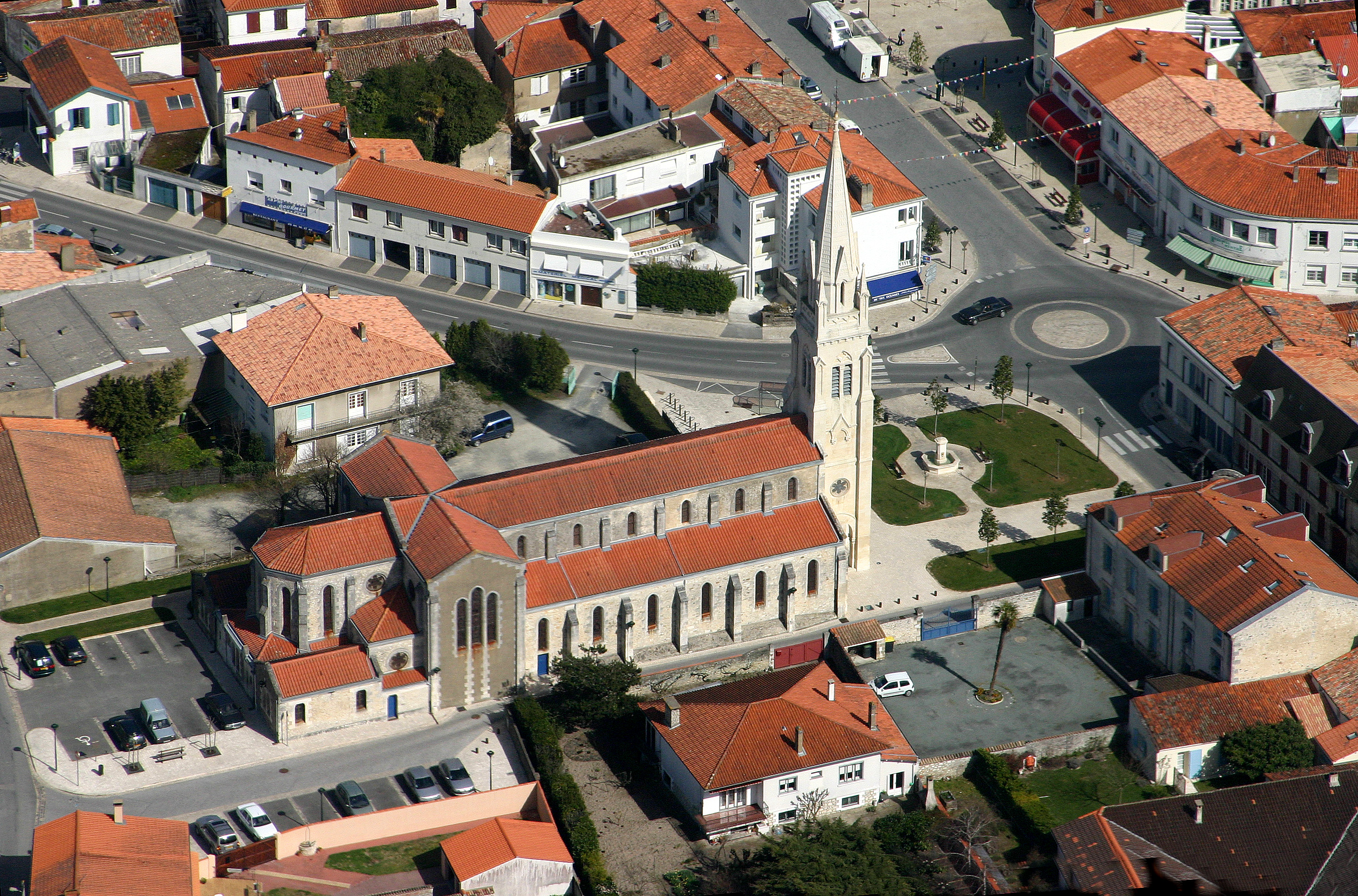
La ville de La Tremblade, au cœur du bassin de Marennes-Oléron.

Le centre de la presqu'île est occupé par une série de marais intérieurs (marais de Saint-Augustin, des Mathes, d'Arvert et de Bréjat), qui sont l'héritage d'un golfe marin qui s'étendait à cet emplacement il y a seulement quelques siècles, le golfe d'Arvert ou golfe du Barbareu. Progressivement isolé de la Gironde et de la Seudre avec lesquels il communiquait par des passes à la suite du déplacement des dunes sur le littoral, le Barbareu s'est progressivement comblé, a été en partie draîné et a formé une série de petits espaces palustres d'une grande richesse faunistique et floristique, désormais protégés par le réseau européen Natura 2000. En marge de la côte girondine, des petites dépressions humides forment autant de marais arrière-littoraux, qu'ils soient artificialisés (marais du Rhâ à Saint-Palais-sur-Mer, de Nauzan à Vaux-sur-Mer — tous deux reconvertis en parcs et espaces verts) ou encore relativement préservés (marais de Pontaillac et de Pousseau à Royan, de La Briquetterie et de Chenaumoine à Saint-Georges-de-Didonne).
Dans sa partie ouest et sud, la presqu'île est composée de massifs dunaires, autrefois mobiles, qui ont été fixés par plantation de pins au XIXe siècle. La région y a gagné trois grandes forêts : la forêt domaniale de la Coubre, second massif forestier du département et principal poumon vert de l'agglomération royannaise, la forêt des Combots d'Ansoine et la forêt de Suzac, ces deux dernières étant classées réserves naturelles et propriétés du Conservatoire du littoral. Mêlant pins (maritimes, parasols, d’Alep) aux chênes verts et à certaines espèces plus exotiques (ailanthes, féviers d'Amérique, orangers des Osages), elles sont moins homogènes qu’elles n’y paraissent au premier abord.

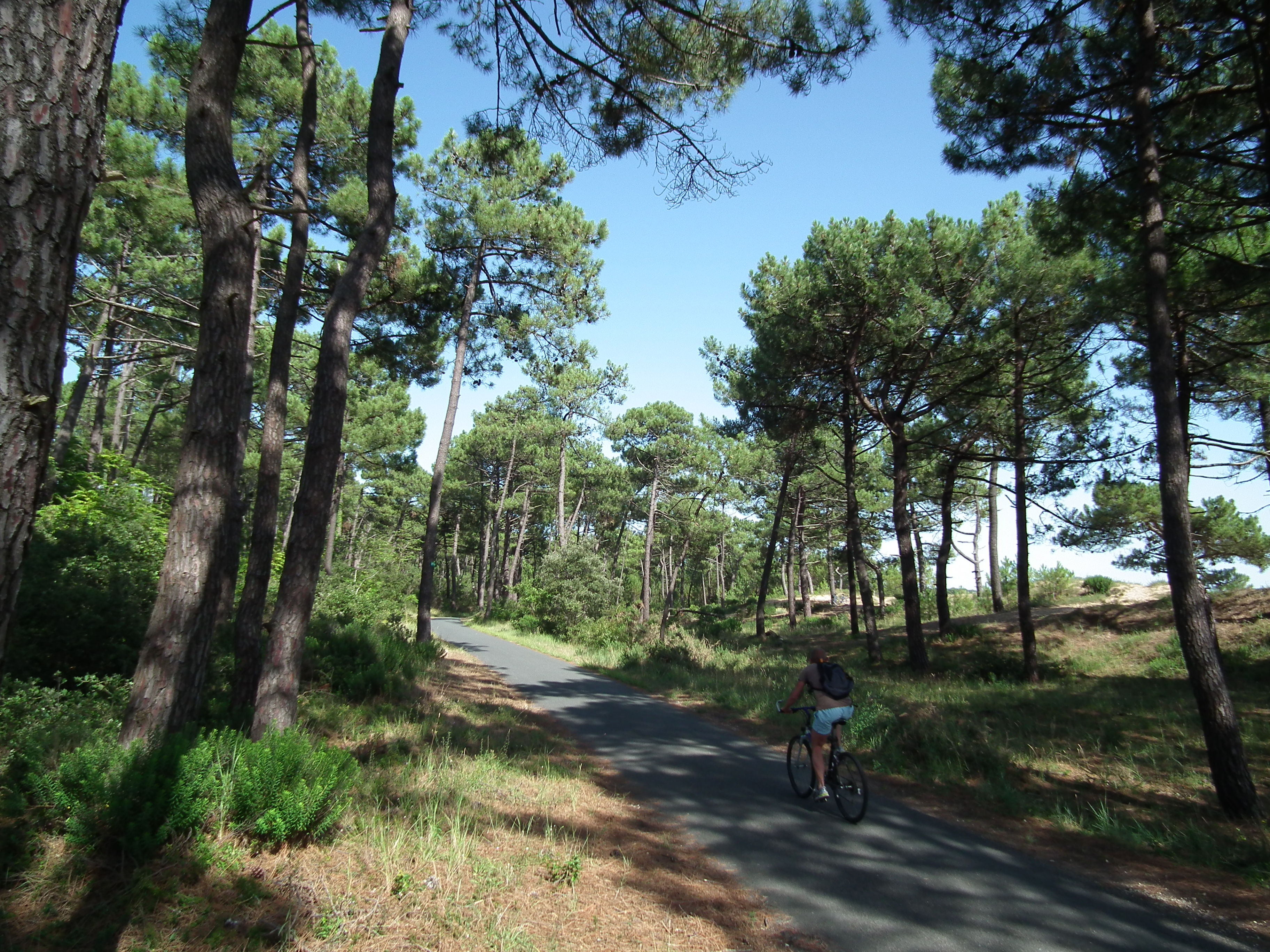
La véloroute EuroVelo 1 (Vélodyssée) près de la baie de Bonne Anse.

Sillonnées de sentiers de promenade, de pistes cyclables et de pistes cavalières (pas moins de 22 kilomètres de circuits VTT, de 25 kilomètres de pistes cyclables/rollers (EuroVelo 1), de 49 kilomètres de pistes cavalières, de 50 kilomètres de sentiers de randonnée — dont le GR4 — rien qu'en forêt de la Coubre), elles recèlent parfois des sites méconnus, encore préservés du tourisme de masse, comme le marais du Galon d'or, près de Ronce-les-Bains. C'est dans la forêt de la Coubre que se trouve le point culminant de la presqu'île : la butte du Gardour, haute de 64 mètres. Du sommet de cette dune lovée au cœur de la pinède, la vue porte jusqu'aux immeubles de Royan, à vingt kilomètres de là.
La côte de Beauté correspond au littoral girondin de la presqu'île d'Arvert. Protégée des vents dominants d'ouest, elle offre une grande variété de paysages, depuis la grande plage rectiligne et bordée de pins de la Grande-Côte (entre La Palmyre et Saint-Palais-sur-Mer) en passant par les petites criques du Bureau à Saint-Palais, de Nauzan et de Saint-Sordelin à Vaux-sur-Mer, les grandes « conches » de Pontaillac, Royan (Foncillon, Grande-Conche) et Saint-Georges-de-Didonne (cette dernière, longue de plus de trois kilomètres, étant la plus grande plage intra-muros de tout le département) et les plages bordées de puissantes falaises de Meschers-sur-Gironde. C'est également la région la plus urbanisée de la presqu'île, formant une agglomération au bâti presque continu sur plus de vingt kilomètres.

### Climat
La presqu'île d'Arvert bénéficie d'un climat océanique tempéré de type aquitain, marqué par un ensoleillement assez important (avec 2250 heures par an, il est comparable à celui que connaît une partie de la côte méditerranéenne). La pluviosité y est relativement faible, les précipitations ne dépassant guère les 750 à 800 millimètres en moyenne, mais avec de grandes disparités entre les saisons.

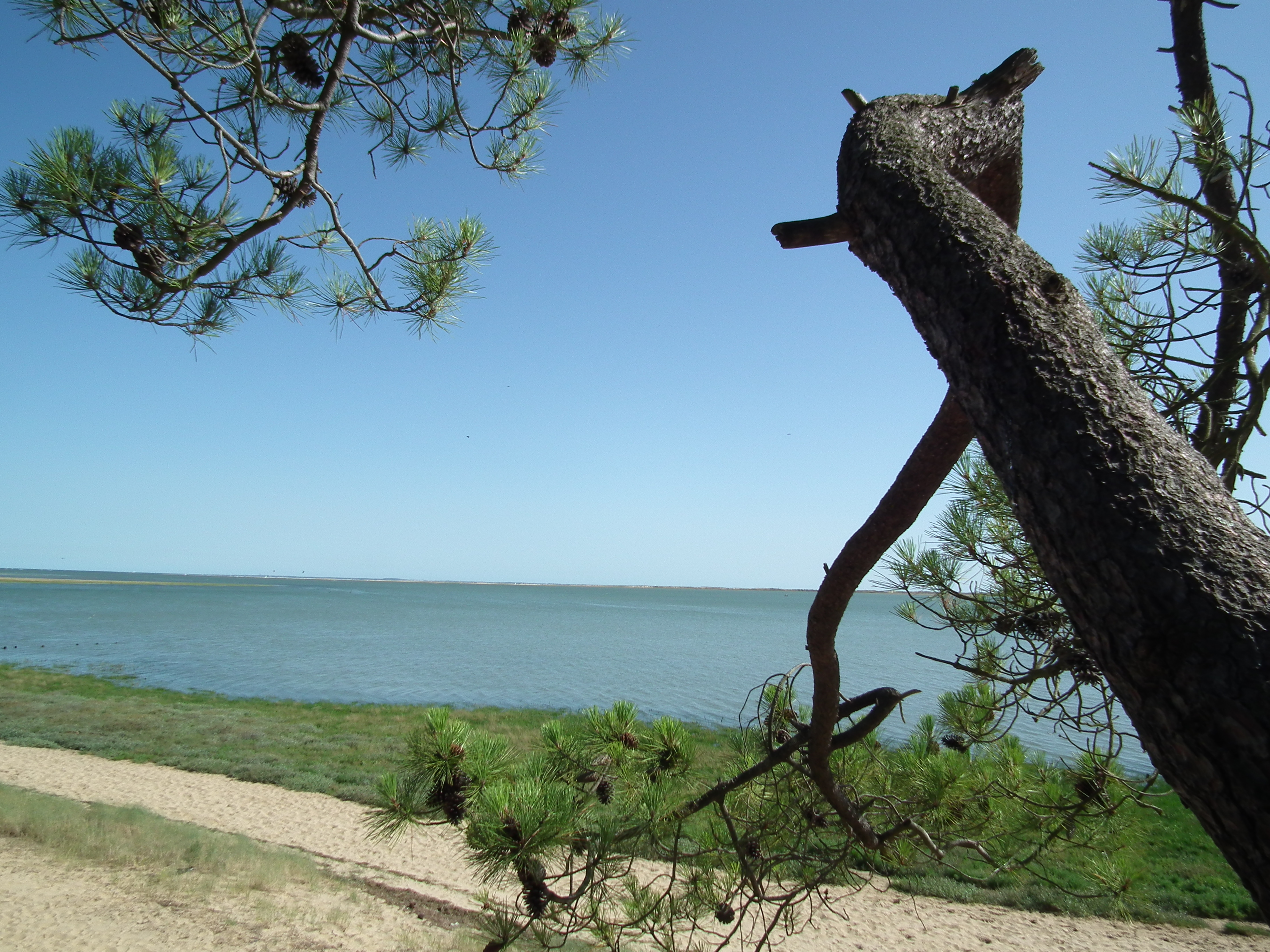
La forêt borde la baie de Bonne Anse, petit « lagon » au sud de la pointe de la Coubre.

Les périodes de sécheresse ne sont pas rare, particulièrement durant les mois d'été; automne et hiver sont des saisons plus douces et humides. Le micro-climat de la presqu'île d'Arvert se singularise par ses affinités avec le climat méditerranéen, et permet l'émergence d'une végétation déjà méridionale.
Ainsi la flore se caractérise-t-elle par la présence étonnante de lauriers-roses, eucalyptus, agaves, et même les mimosas se mettent à fleurir dès le mois de janvier. Aux essences déjà méridionales du chêne vert (ou yeuse) et du cyste, s'ajoutent une forte présence de palmiers, figuiers, orangers et même oliviers. Les températures moyennes sont particulièrement clémentes, variant de +5 °C en hiver à +20 °C en été. Les gelées sont rares (environ dix jours par an).
Le vent, généralement de secteur ouest, peut souffler violemment en hiver, et occasionner d'importantes tempêtes. La tempête de janvier 1924, ou encore celle de décembre 1999, avec des rafales proches des 200 km/h, restent toutefois des exceptions. Le reste de l'année, le vent se limite à un régime de brises océaniques, lesquelles permettent de réguler les trop fortes chaleurs en été.

### Environnement
La presqu'île d'Arvert présente un environnement naturel riche et varié, mais extrêmement fragile. Une grande partie de son territoire (et plus exactement les communes d'Arvert, de Breuillet, de Chaillevette, d'Étaules, des Mathes, de Saint-Augustin, de Saint-Palais-sur-Mer et de La Tremblade, soit environ 9725 hectares) est protégé dans le cadre du réseau de protection européen des espaces naturels de grande valeur patrimoniale Natura 2000, et s'inscrit dans une zone naturelle d'intérêt écologique, faunistique et floristique (ZNIEFF) de type I (petits espaces homogènes) et II (grands espaces naturels riches).
Le site d'importance communautaire (SIC) baptisé « Presqu'île d'Arvert » comprend, dans sa partie occidentale, un système de dunes calcarifères fossiles ensemencé au XIXe siècle qui a donné la forêt domaniale de la Coubre et la forêt des Combots d'Ansoine, avec présence de quelques dépressions humides intra-dunaires, de portions de forêts alluviales (Aulnaie du Monard) et de zones humides (marais salés et marais doux : marais du Galon d'or, etc.).

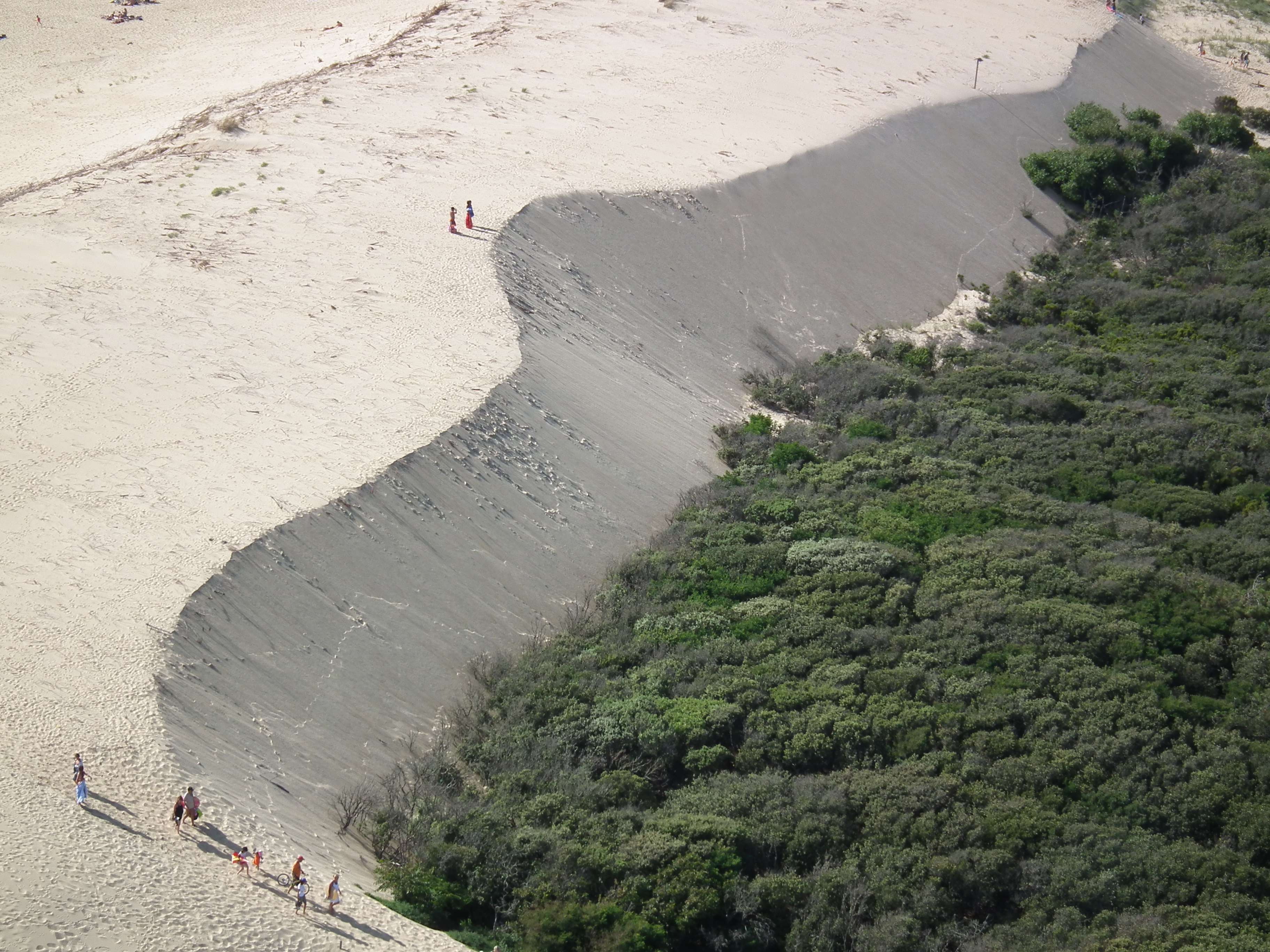
Les dunes de la côte sauvage restent une menace pour la pinède environnante.

Le SIC « Presqu'île d'Arvert » recoupe également les zones de protection spéciale « Bonne Anse, marais de Bréjat et de Saint Augustin » et « Marais et estuaire de la Seudre » sites plus particulièrement concernés par la directive oiseaux. Ces régions palustres sont en effet des zones d'hivernage et de reproduction pour de nombreuses espèces. Les marais de la Seudre forment également une zone spéciale de conservation (ZSC), d'une grande richesse floristique (lagunes, prés salés atlantiques, prairies humides méditerranéennes, fourrés halophiles méditerranéens et thermo-atlantiques) et faunistique (loutre, cistude d'Europe).
Les communes de Royan, Saint-Georges-de-Didonne et Médis s'inscrivent dans le cadre de la zone de protection spéciale « Estuaire de la Gironde : marais de la rive nord », notamment avec les sites des marais de Pousseau, de Belmont et de Boube.
Plusieurs sites bénéficient de protections nationales en plus des protections européennes. La forêt domaniale de la Coubre, constitué essentiellement de pins maritimes et de chênes verts, couvre près de 5 000 hectares et abrite une faune variée, où se distinguent cerf élaphe, chevreuil et sanglier. Le point culminant de la presqu'île de 64 mètres d'altitude est atteint par la Butte du Gardour dans cette forêt sur la commune de La Tremblade. La forêt des Combots d'Ansoine et une partie de celle de Suzac (ainsi que le site de la pointe de Suzac) appartiennent au Conservatoire du littoral, et ont le statut de réserves naturelles protégées.
À noter également la présence à Saint-Georges-de-Didonne d'un pôle nature, le parc de l'estuaire, chargé de permettre une meilleure compréhension de l'estuaire de la Gironde, plus vaste estuaire sauvage d'Europe, et de ses différents écosystèmes.

### Voies de communication et transports

#### Voies routières
Le réseau routier de la presqu'île d'Arvert est principalement centré sur Royan, centre névralgique de la presqu'île qui concentre la grande majorité des activités, que ce soit en saison (tourisme, essentiellement balnéaire) ou hors saison (commerce, services). C'est vers cette dernière, et plus précisément vers ses rocades nord et sud, que convergent trois des principaux axes des environs, qui sont autant d'épines dorsales du schéma routier de desserte du Pays Royannais.
La N150 est un axe majeur en ce sens qu'il draîne les véhicules sortant des autoroutes A10 et A837 à Saintes, posant notamment des insuffisances en période estivale (ralentissements fréquents à partir de Saujon et de Médis). Mis en 2X2 voies entre Saintes et Saujon, c'est un des tronçons de la Route Centre-Europe Atlantique.
La D730, classée voie à grande circulation, irrigue toute la partie méridionale du département, jusqu'à Montpon-Ménestérol, en Dordogne. C'est également la principale voie de communication (hors autoroute) pour rejoindre Mirambeau, Blaye et Bordeaux. Elle appartient au réseau des routes départementales de première catégorie (fréquentation importante : plus de 3 000 véhicules par jour en moyenne).

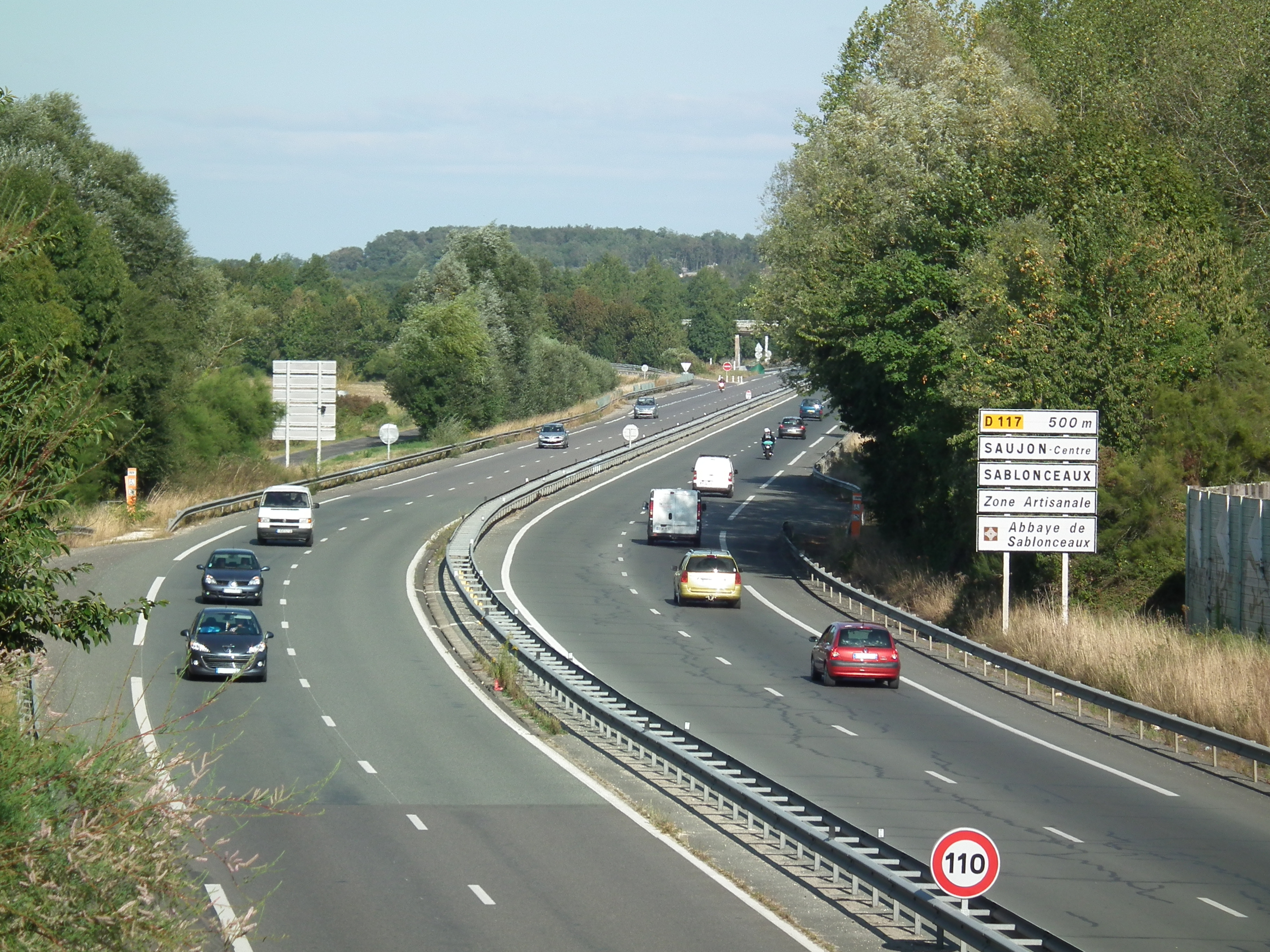
La N150 (ici, à Saujon) est un des trois grands axes reliant la presqu'île au reste du département.

La D733, enfin, sert de voie d'accès à Rochefort et La Rochelle. Elle évite désormais Saint-Sulpice-de-Royan grâce à la mise en place d'une voie de contournement, et vient rejoindre le rond-point de Fontbedeau. Autre axe important, mais qui se distingue des autres par le fait qu'il ne rejoint pas directement Royan, la D14 irrigue l'intérieur de la presqu'île, entre Saujon et La Tremblade en passant par Breuillet, Chaillevette, Étaules et Arvert. Classée route départementale de première catégorie (grands axes routiers départementaux), elle supporte un trafic atteignant en moyenne 8 000 à 9 000 véhicules par jour, avec cependant de fortes disparités en fonction des périodes de l'année.
La rocade royannaise (D 25) ceinture le cœur de l'agglomération (Saint-Palais-sur-Mer, Vaux-sur-Mer, Royan et Saint-Georges-de-Didonne). C'est une route départementale de première catégorie, classée voie urbaine rapide et fréquentée par 19 200 véhicules par jour (le double en été). La rocade sud, qui dessert Saint-Georges-de-Didonne, a été aménagée au début des années 2000, et finalement mise en service au mois de juin 2003.
Depuis La Grande-Côte, à Saint-Palais-sur-Mer, la D25 se prolonge vers l'ouest puis vers le nord, désenclavant la partie la plus boisée de la presqu'île (Saint-Augustin, La Palmyre, Les Mathes, Ronce-les-Bains) et rejoint finalement La Tremblade, qu'elle contourne et dont elle forme la rocade.
Le schéma routier départemental (2010-2030) prévoit des changements visant à améliorer la fluidité du trafic et à faciliter les échanges. Il prévoit ainsi de faire de Saujon une des « portes d'entrées » du Pays Royannais, à partir duquel le trafic routier sera réparti vers les différentes communes de l'agglomération, afin d'éviter les fréquents engorgements aux entrées de Royan et faciliter l'accès aux communes périphériques. La 2X2 voies Saintes-Saujon serait ainsi prolongée vers Royan, évitant le centre-ville de Médis et venant se raccorder à la rocade royannaise. Ce nouvel axe serait traité en boulevard urbain ponctué de giratoires entre l'aérodrome de Royan-Médis et l'échangeur de Belmont, « améliorant esthétiquement l'entrée dans Royan ».
Ces idées, déjà exposées dans les années 1970, ont longtemps été repoussées à plus tard, en dépit d'embouteillages récurrents, en particulier en haute saison, et du caractère accidentogène de cette route. Or, comme le révélait un article de Sud Ouest en 2011, « ce qui était vrai il y a plus de trente ans l'est encore. L'enclavement routier de la Côte de beauté s'est même accentué, si on compare les conditions d'accès à Royan, par la route, aux autres liaisons interurbaines en Charente-Maritime. Le tableau présentant, dans le schéma routier départemental, la vitesse moyenne observée lors des déplacements entre les pôles urbains de Charente-Maritime voit rouge dès qu'il mentionne Royan, qu'on rejoint, presque de partout, à la vitesse d'une cagouille [escargot, en saintongeais] ».

## Économie
L'économie de la presqu'île d'Arvert est marquée par le tourisme, notamment sur la côte de Beauté qui constitue en quelque sorte sa « vitrine » avec la présence de la station balnéaire de Royan et de ses satellites Vaux-sur-Mer, Saint-Palais-sur-Mer, Saint-Georges-de-Didonne ou encore Meschers-sur-Gironde. La Palmyre (station balnéaire des Mathes) bénéficie des retombées du zoo de La Palmyre, un des dix parcs zoologiques les plus visités de France, et des clubs de vacances (Club Med et Belambra) y ont également été construits. La ville de Saujon, quant à elle, est une importante station thermale.

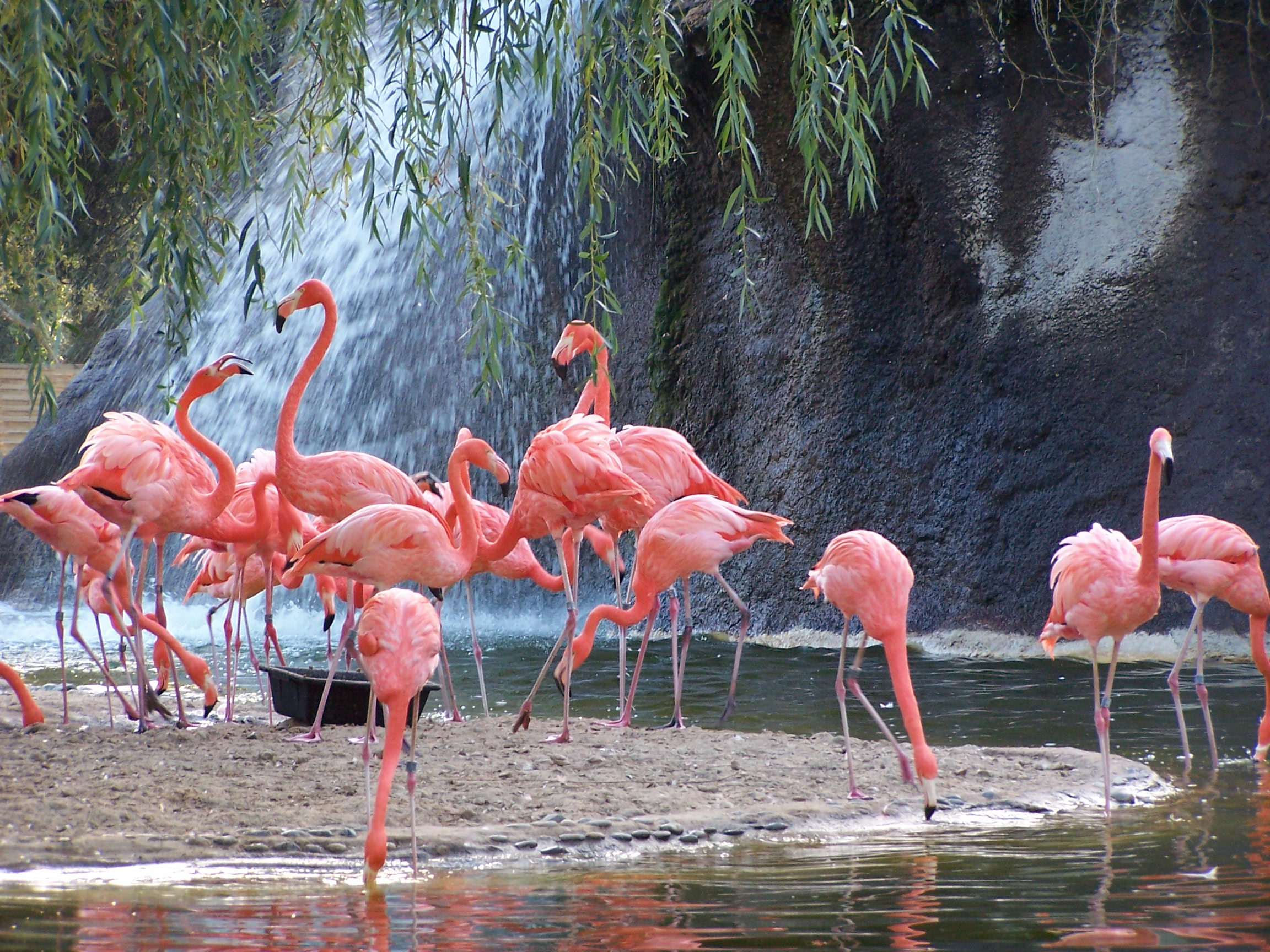
Le zoo de la Palmyre, un des dix zoos les plus fréquentés de France.

Les activités tertiaires sont un autre moteur de l'activité économique locale, qui reste très active en dehors de la « haute saison ». De fait, la totalité de la presqu'île s'inscrit désormais dans un bassin d'emploi particulièrement attractif, la zone d'emploi de Royan (issue de la partition de l'ancienne zone d'emploi Saintonge maritime, qui regroupait de nombreuses communes du Pays Rochefortais, du Pays Marennes-Oléron et du Pays Royannais), forte de 27 753 emplois en 2008. La zone d'emploi de Royan est, avec celle de La Rochelle, la plus dynamique de la région Poitou-Charentes, toutes deux profitant « d'un tissu économique et d'une démographie dynamiques » (Insee). Longtemps en proie au marasme économique, la croissance y est désormais particulièrement soutenue.
Plusieurs zones d'activités et/ou industrielles sont implantées à Royan, Vaux-sur-Mer, Saujon, Arvert ou La Tremblade. Si Royan et sa proche périphérie concentrent le plus grand nombre d'entreprises, ainsi que trois grands pôles commerciaux (Royan II, Belmont à Médis et Val Lumière à Vaux-sur-Mer), des supermarchés ont également été aménagés à Saujon, Arvert ou La Tremblade.

## Histoire

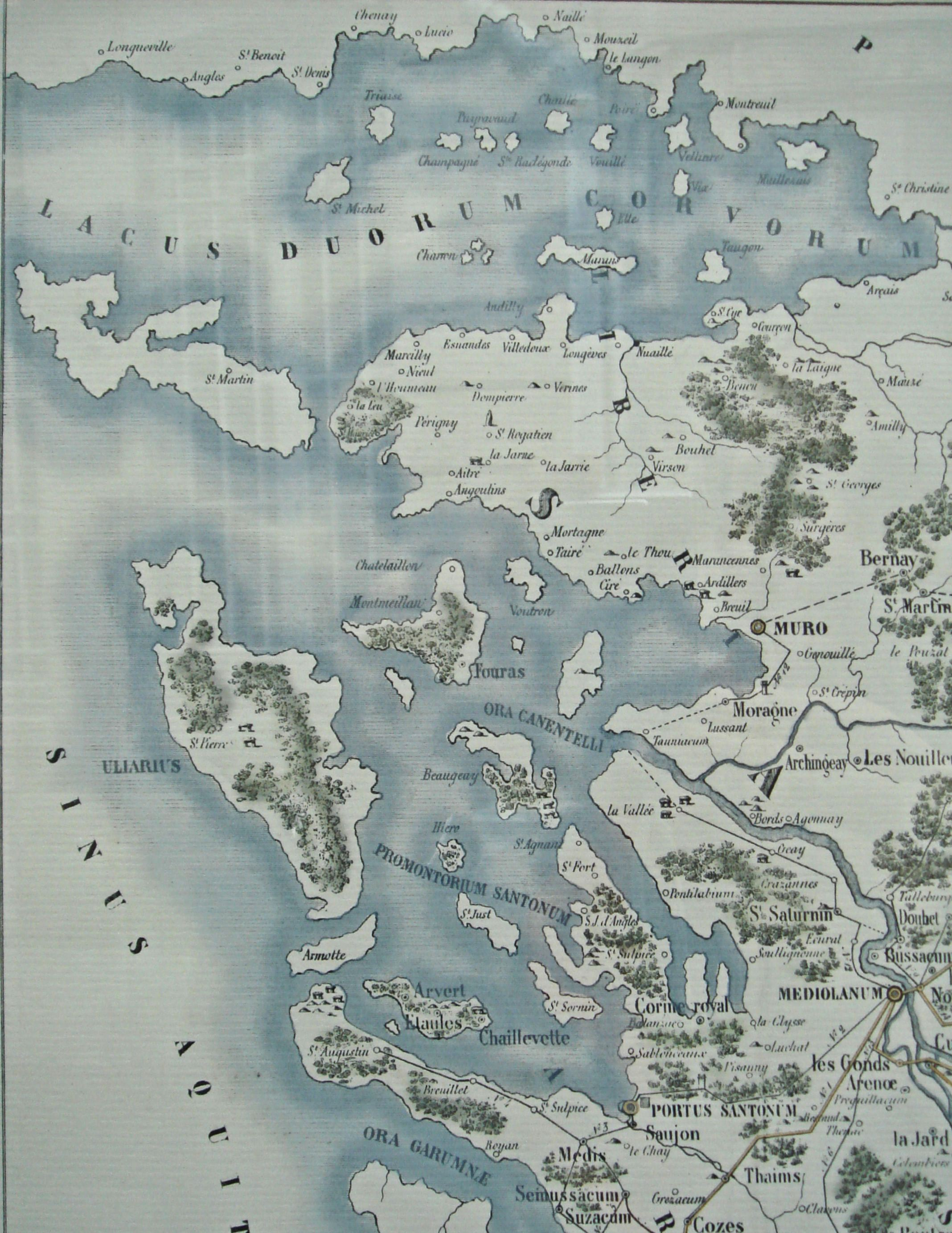
Carte du pays santon pendant la domination romaine.

La presqu'île d'Arvert est couverte, quelques milliers d'années avant Jésus-Christ, par une dense forêt de chênes verts et de pins maritimes.
La civilisation de Peu-Richard a occupé la région entre 3200 et 2200 av. J.-C. Des fortifications de plus de 150 mètres de diamètre entourées de fossés de cinq mètres de large et deux mètres de profondeur ont été retrouvées sur les communes de Barzan, Semussac, L'Éguille et Cozes.

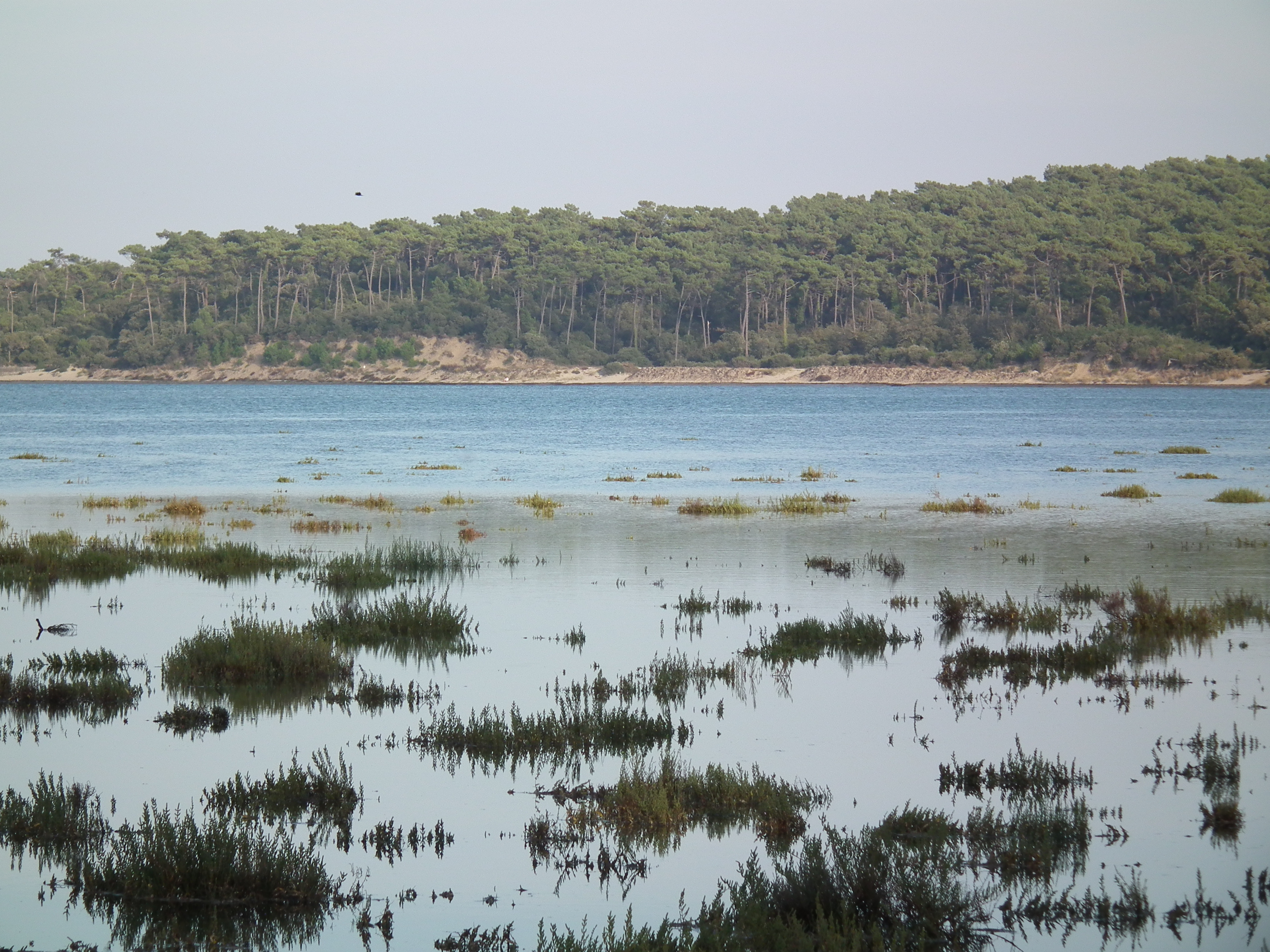
Au sortir de la forêt de la Coubre, le marais du Galon d'or : une évocation de la presqu'île il y a 2000 ans.

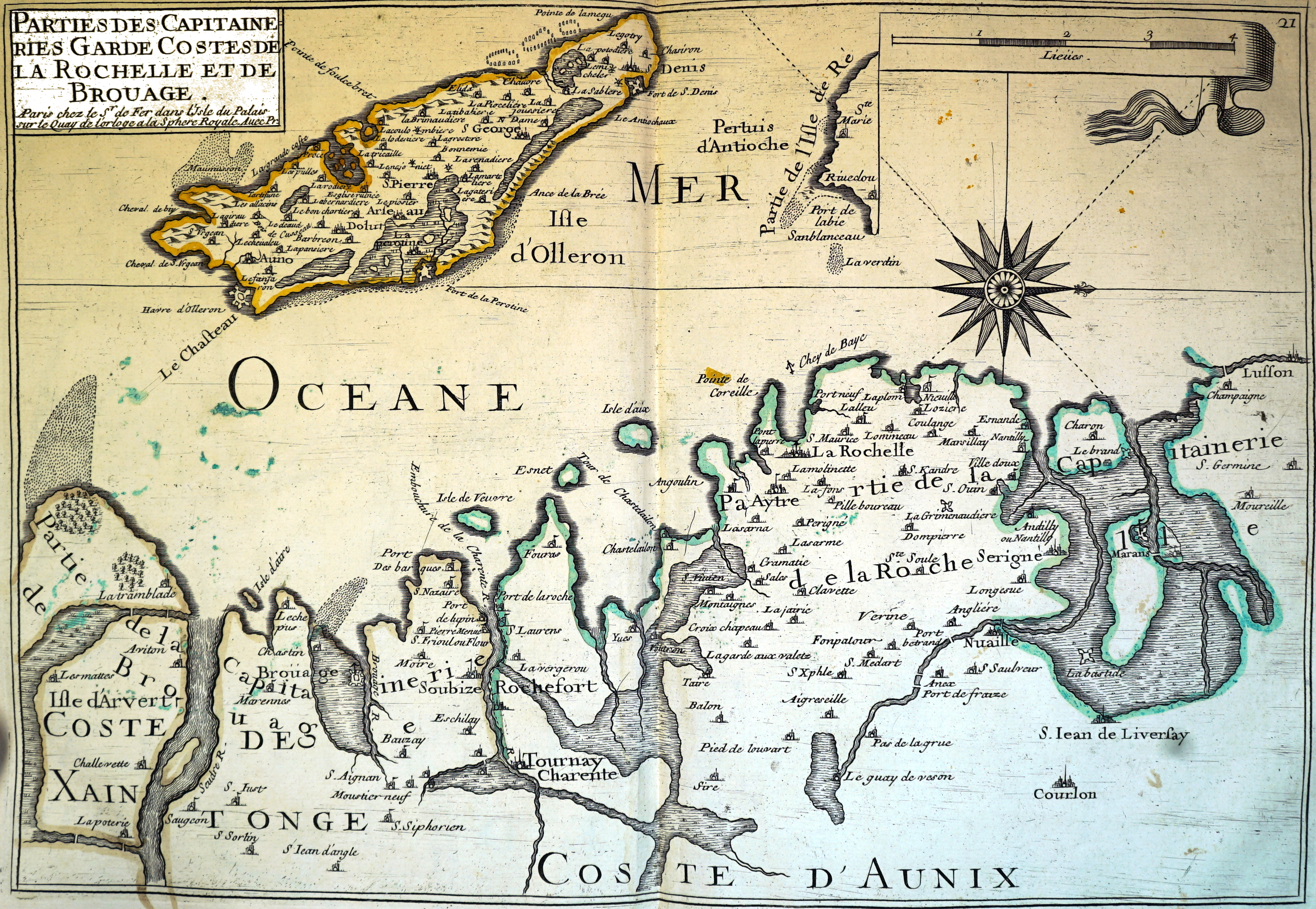
L'île d'Arvert publié en 1690 par Christophe Tassin, bibliothèque Carnegie (Reims).

Des vestiges de souterrains datant du néolithique et servant de refuges aux Hommes à la fin de la préhistoire ont été découverts à Royan, Saint-Palais-sur-Mer et Vaux-sur-Mer.
Les Ligures s'implantent dans la presqu'île vers 1800 av. J.-C. et créent à Meschers un important centre de travail du bronze.
Les Gaulois arrivent quant à eux vers 800 av. J.-C. en provenance de Germanie. Une tombe de cette époque a été découverte à Meschers contenant un squelette de 1,80 mètre. Le peuple gaulois des Santons, présent entre Charente et Gironde, va donner son nom à la future province de Saintonge. Des traces de fossés et cercles funéraires datant de cette époque ont été retrouvés à Breuillet, Médis, Saint-Sulpice-de-Royan et Belmont, sur la commune de Royan.
Les Celtes implantent quatre ports dans la région, à l'emplacement de Royan, Meschers, Le Fâ et Barzan.
Le niveau de l'océan, à l'époque gauloise, est sensiblement le même que de nos jours, mais la côte est nettement plus découpée avec de grands golfes et de nombreuses îles. Le futur estuaire de la Seudre est alors un véritable bras de mer de six kilomètres de large. Le futur marais de Saint-Augustin est quant à lui sous les eaux marines comme l'attestent les découvertes de centres d'extraction du sel datant de l'âge du fer dans l'ancienne île de Brèze, à Étaules, ou bien ceux de l'époque gauloise à Saint-Augustin et Chaillevette.
Au Moyen Âge, on parle d’île d'Arvert, sans doute à cause du chenal de la Meyre à Chaillevette.

## Pour approfondir